# Sašo Taljat
Sašo Taljat (Šempeter pri Gorici, 22 de septiembre de 1989) es un deportista esloveno que compitió en piragüismo en la modalidad de eslalon. Ganó dos medallas en el Campeonato Mundial de Piragüismo en Eslalon, oro en 2014 y bronce en 2009, y dos medallas en el Campeonato Europeo de Piragüismo en Eslalon, plata en 2016 y bronce en 2014.

## Palmarés internacional
| Campeonato Mundial | Campeonato Mundial             | Campeonato Mundial | Campeonato Mundial |
| Año                | Lugar                          | Medalla            | Competición        |
| ------------------ | ------------------------------ | ------------------ | ------------------ |
| 2009               | Seo de Urgel (España)          | Medalla de bronce  | C2 individual      |
| 2014               | Deep Creek (Estados Unidos)    | Medalla de oro     | C2 individual      |
| Campeonato Europeo |                                |                    |                    |
| Año                | Lugar                          | Medalla            | Competición        |
| 2014               | Viena (Austria)                | Medalla de bronce  | C2 individual      |
| 2016               | Liptovský Mikuláš (Eslovaquia) | Medalla de plata   | C2 individual      |